# Comprimento de onda Compton
O comprimento de onda Compton pode ser entendido como uma limitação fundamental na medida da posição de uma partícula, tomando-se as implicações da mecânica quântica e relatividade especial em conta. Isto depende da massa {\displaystyle m\ } da partícula.

## Definições matemáticas
O comprimento de onda Compton {\displaystyle \lambda \ } de uma partícula é dado por
{\displaystyle \lambda ={\frac {h}{mc}}=2\pi {\frac {\hbar }{mc}}\ },
onde
{\displaystyle h\ } é a  constante de Planck,
{\displaystyle m\ } é a massa da partícula,
{\displaystyle c\ } é a velocidade da luz.
O valor CODATA de 2002 para o comprimento de onda Compton do elétron é 2.4263102175×10−12 m com uma incerteza padrão de 0.0000000033×10−12 m.  Outras partículas têm diferentes comprimentos de onda Compton.
Para ver-se isto, note-se que nós podemos medir a posição de uma partícula por incidir luz sobre ela - mas medir a posição precisamente requer luz de pequeno comprimento de onda. Luz de comprimento de onda pequeno consiste de fótons de alta energia. Se a energia destes fótons excede {\displaystyle mc^{2}\ }, quando um atinge a partícula onde cuja posição está sendo medida a colisão deve ter suficiente energia para criar uma nova partícula do mesmo tipo. Disto resulta em tornar oculta a questão da localização original da partícula.
Este argumento também mostra que o comprimento de onda Compton é a ponto de interrupção abaixo do qual a teoria quântica de campos – a qual pode descrever a criação e aniquilação de partículas – torna-se importante.
Pode-se fazer o argumento acima um tanto mais preciso como segue-se. Suponhamos que deseja-se medir a posição de um partícula dentro de uma precisão {\displaystyle \Delta x\ }.
Então a relação de incerteza para a posição e o momento diz que
{\displaystyle \Delta x\,\Delta p\geq \hbar /2}
então a incerteza no momento da partícula satisfaz
{\displaystyle \Delta p\geq {\frac {\hbar }{2\Delta x}}}
Usando a relação relativística entre momento e energia, quando {\displaystyle \Delta p} excede {\displaystyle mc} então a incerteza na energia é maior que {\displaystyle mc^{2}\ }, o que é suficiente energia paracriar outra partícula do mesmo tipo.
Então, com um pouco de álgebra, nós vemos aqui uma limitação fundamental
{\displaystyle \Delta x\geq {\frac {\hbar }{2mc}}}
Assim, pelo menos dentro de uma ordem de magnitude, a incerteza na posição deve ser maior do que o comprimento de onda de Compton {\displaystyle h/mc\ }.
O comprimento de onda de Compton pode ser comparado com o comprimento de onda de de Broglie, o qual depende do momento de uma partícula e determina o ponto de corte entre o comportamento de partícula e onda na mecânica quântica.

## O caso dos férmions
Para férmions, o comprimento de onda de Compton determina a seção transversal de interações. Por exemplo, a seção transversal para a dispersão de Thonsom de um fóton de um elétron é igual a
{\displaystyle (8\pi /3)\alpha ^{2}\lambda _{e}^{2}},
onde {\displaystyle \alpha \ } é a constante de estrutura fina e {\displaystyle \lambda _{e}\ } é o comprimento de onda de Compton do elétron. Para bósons gauge, o comprimento de onda de Compton determina a escala da interação Yukawa: desde que o fóton não tenha massa de repouso, o eletromagnetismo tem escala infinita.
O comprimento de onda de Compton do eléctron é um dos do trio de unidades de comprimento relacionadas, as outras duas sendo raio de Bohr {\displaystyle a_{0}} e o raio clássico do elétron {\displaystyle r_{e}}.  O comprimento de onda de Compton é obtido a partir da massa do elétron {\displaystyle m_{e}}, constante de Planck {\displaystyle h} e a velocidade da luz {\displaystyle c}. O raio de Bohr é obtido de {\displaystyle m_{e}}, {\displaystyle h} e a carga do elétron {\displaystyle e}. O raio clássico do elétron é obtido de {\displaystyle m_{e}}, {\displaystyle c} e {\displaystyle e}. Qualquer um destes três comprimentos pode ser escrito em termos de qualquer outro usando a constante de estrutura fina {\displaystyle \alpha }:
{\displaystyle r_{e}={\alpha \lambda _{e} \over 2\pi }=\alpha ^{2}a_{0}}
A massa de Planck é especial porque ignorando fatores de {\displaystyle 2\pi } e igualmente, o comprimento de onda de Compton para esta massa é igual a seu raio de Schwarzschild. Esta distância especial é chamada comprimento de Planck. Este é um simples caso de análise dimensional: o raio de Schwarzschild é proporcional à massa, onde o comprimento de onda de Compton é proporcional ao inverso da massa.

## Comprimento de onda Compton do elétron, do próton e do nêutron
(de CODATA 2006)
- Elétron:[3]λC,e = 2,426 310 217 5 (33) × 10−12 m
- Próton:[4] λC,p = 1,321 409 844 6 (19) × 10−15 m
- Nêutron:[5] λC,n = 1,319 590 895 1 (20) × 10−15 m